# Heloísa Hasperoy
Heloísa Hasperoy (Rio de Janeiro, c.1937 - , ), algumas vezes grafada como Eloísa Hasperoy, foi uma escritora brasileira que, ao lado de Mário Sette, tornou-se uma das únicas escritoras do Brasil a figurar na coleção Biblioteca das Moças da Companhia Editora Nacional. 

## Biografia
Heloísa Hasperoy era filha de Parmenio e Dulce do Amaral Hasperoy, integrantes da sociedade carioca dos anos 1950. Começou a escrever ainda na adolescência e, aos 14 anos, iniciou seu primeiro romance.
Heloísa Hasperoy e Mário Sette foram os dois únicos escritores brasileiros a terem livros publicados pela coleção de quase 200 volumes da Biblioteca das Moças; Mario Sette teve a publicação de Contas do Terço em 1928, e Heloísa publicou A Luz Brilhará Outra Vez, que teve apenas uma edição, em 1959, como volume 172 da coleção.

## Obras
- Rapsódia Eterna, publicada em capítulos através da revista Fon-Fon a partir de janeiro de 1957.[4]
- A Luz Brilhará Outra Vez, publicado pela Biblioteca das Moças, nº 172.[6]